# モスインスティテュート
株式会社モスインスティテュート（通称:モスインス）は、かつて存在した東京都中央区に本社を置く企業である。

## 事業内容
治験の支援、人材紹介、投資などの事業を行っている。

## 沿革
- 1995年（平成7年）8月22日 - 有限会社モス設立。
- 1997年（平成9年） - 株式会社モスインスティテュートに組織変更。
- 2002年（平成14年） - 大阪証券取引所ナスダックジャパン（現・ヘラクレス）に上場（2316）。
- 2006年（平成18年）8月1日 - 持株会社化移行。分割子会社として、株式会社モス・イーソリューションを設立。
- 2009年（平成21年）2月16日 - 上場廃止。
- 2009年（平成21年）2月20日 - 株式会社ジー・エフグループ（同日日本アジアグループ株式会社に社名変更）に吸収合併され消滅。
- 2009年（平成21年）5月1日 - 株式会社モス・イーソリューションから株式会社モスインスティテュートに社名変更。
- 2010年（平成22年）3月21日 - 株式会社シーエーシー（東証1部）へCRO（医薬品開発業務受託機関）事業を譲渡。
- 2011年（平成23年）4月 - 解散の決議を行った。

## 株式の状況
ヘラクレスに上場していた時期、日本で最も少ない投資金額で一単元の株式を購入できる部類であったことがあった。

### 株式100分割
2005年（平成17年）1月31日をもって既存株式1株に対して99株を割り当てる株式100分割を行っている。